# 郡上大和站

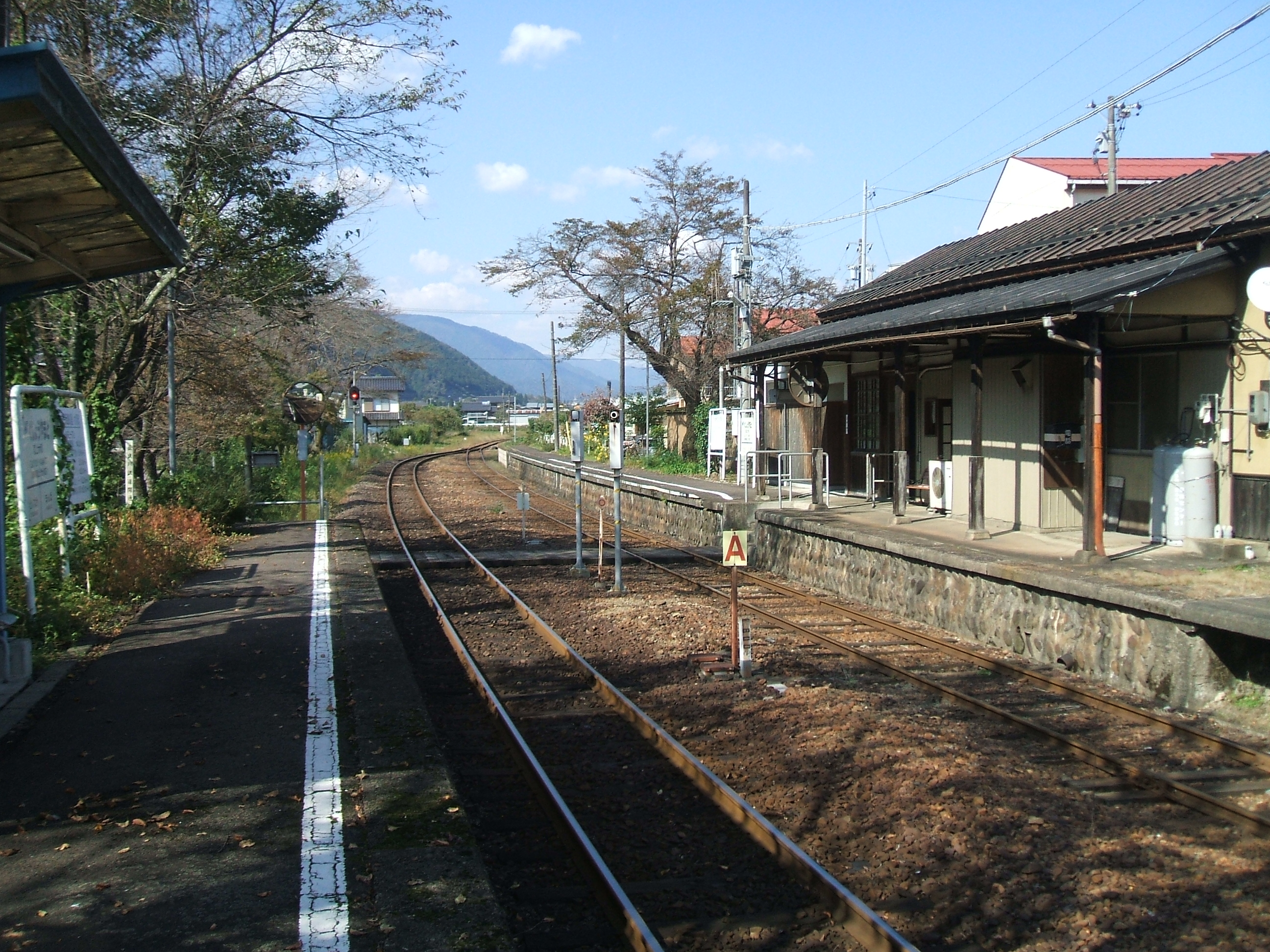
月台（望向北濃方向）

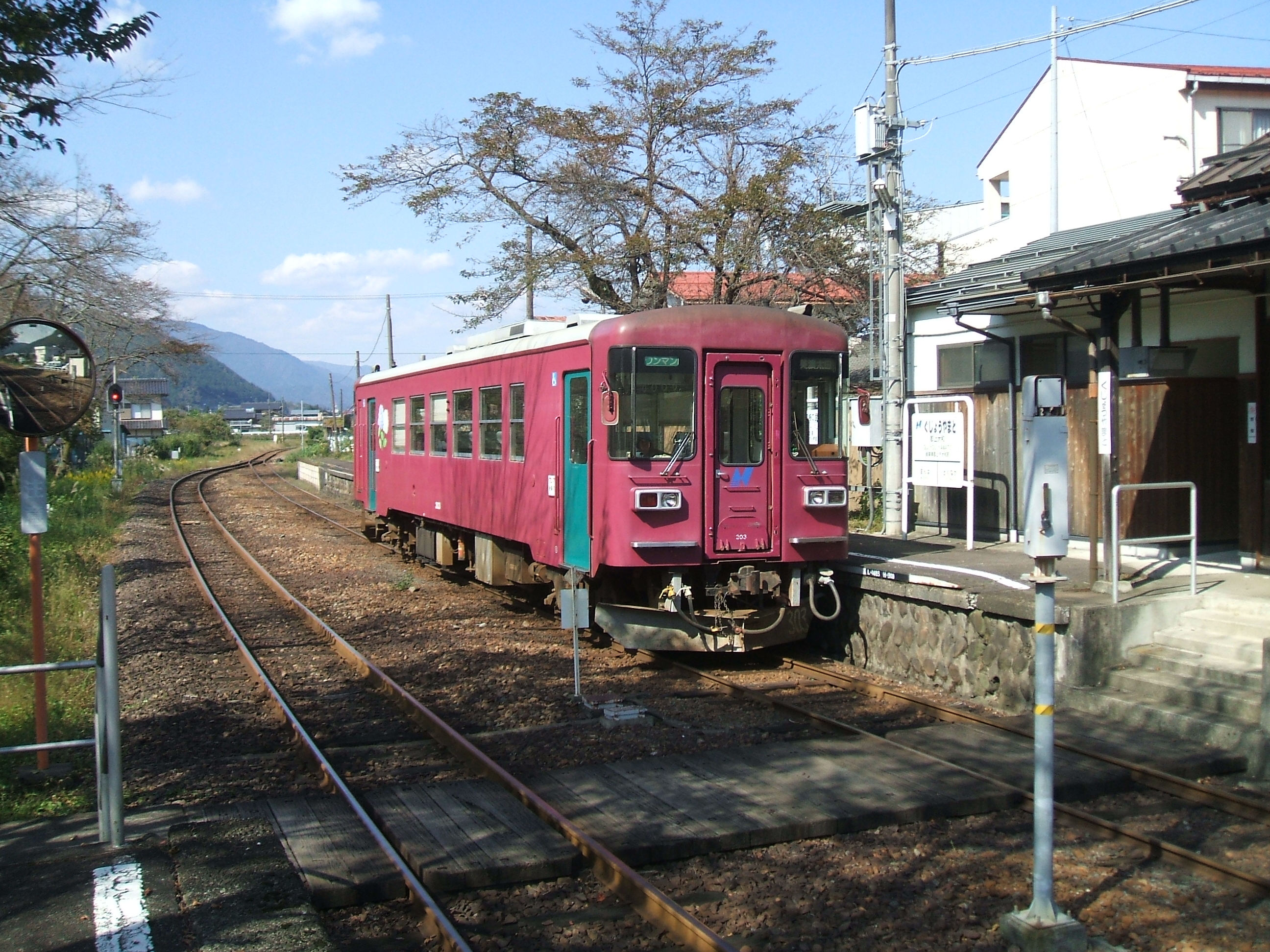
在月台上停車中的3形（303號車）

郡上大和站（日语：／ Gujō-yamato eki */?）是位於岐阜縣郡上市大和町劍字小倉，長良川鐵道的越美南線車站。車站編號是29。

## 歷史
- 1932年7月9日：鐵道省（國鐵）越美南線 郡上八幡站至此站之間開通，此站啟用。當時車站名為美濃彌富站[1]。為旅客和貨物車站。彌富這名稱取自前彌富村（日语：弥富村 (岐阜県)），後來在1955年變為舊郡上郡大和村（隨後經過大和町，現時成為郡上市大和町）。
- 1933年7月5日：此站至美濃白鳥站之間開通[2][1]。
- 1961年6月：此站由美濃白鳥站長管理。
- 1974年10月1日：結束貨物起卸業務[1]。
- 1975年4月：改為業務委託車站。
- 1985年3月31日：降為無人車站。
- 1986年12月11日：國鐵越美南線由長良川鐵道接管，成為長良川鐵道車站[1]。由於車站位於大和町中心，因此改名為郡上大和站[1]。此站成為可進行列車交會。

## 車站構造
車站是一座地面車站，設有2面2線相對式月台。兩月台之間沒有跨線橋，設有站內平交道連接。車站大樓內設有咖啡廳「長良咖啡店」，該咖啡廳不會進行車站業務。

## 使用狀況
| 年度               | 1日平均 乘車人次 | 1日平均 乘車人次 |
| ------------------ | ---------------- | ---------------- |
| 2011年（平成23年） | 19               |                  |
| 2012年（平成24年） | 23               |                  |
| 2013年（平成25年） | 20               |                  |
| 2014年（平成26年） | 14               |                  |
| 2015年（平成27年） | 13               |                  |

## 車站周邊
- Megu美濃農協（日语：めぐみの農業協同組合）大和分店
- 彌富郵局
- 八幡信用金庫（日语：八幡信用金庫）大和分店
- 郡上市立大和中學
- 郡上市立大和北小學
- 國道156號
- 道之驛古今傳授之里大和（日语：道の駅古今伝授の里やまと）
- 長良川

## 相鄰車站
長良川鐵道
越美南線
德永（28）－郡上大和（29）－萬場（30）

## 注腳
1. 1 2 3 4 5 6  曾根悟（監修）. 朝日新聞出版分冊百科編集部（編集） , 编. . 週刊朝日百科. 26号 長良川鉄道・明知鉄道・樽見鉄道・三岐鉄道・伊勢鉄道. 朝日新聞出版. 2011-09-18: 10-11 （日语）.
2. ↑  日本《官報》第1946號「鐵道省告示第277號」，1933年6月28日：第808頁。

## 外部連結
- 郡上大和站｜【官方網站】長良川鐵道株式會社 （页面存档备份，存于）（日語）